# 郴州職業技術学院
郴州職業技術学院（英語: ChenZhou Vocational And Technical College）は、中国湖南省郴州市に本部を置く中国の公立大学。2001創立、2001大学設置。大学の略称は郴職院。
2023年11月時点では、学校の面積は528畝、生徒数約8000余人

## 学校の歴史
郴州職業技術学院は、以前は郴州機械電力工程学校、郴州商業学校、郴州経済労働中等学校として知られていたが、2001年に教育部の認可を受け、これら3校が合併して設立された。（「中等学校」も日本の専門学校にほぼ相当する）
2005年、郴州建設学校と郴州文芸職業中等学校は統合され、郴州職業技術学院となった。
2012年には湖南省のモデル（基幹）高等職業大学として認可された。

## 教育規模
「学院」も日本の大学の学部にほぼ相当する
2023年11月時点では、同校には6学学院23学科がある。

## 学校の文化[1]
- 校訓：厚徳、篤学、重能、実践
- 校歌：《郴州職業技術学院校歌》

## 対外関係
2023年現在、以下の学校と交換協定を結んでいる。
- ケニア[2]
  - Kenya Utalii College